# Kościół Trójcy Świętej w Buszycach
Kościół Trójcy Świętej – rzymskokatolicki kościół filialny w miejscowości Buszyce (powiat brzeski, województwo opolskie). Świątynia należy do parafii Wniebowzięcia Najświętszej Maryi Panny w Lewinie Brzeskim w dekanacie Brzeg południe, archidiecezji wrocławskiej. Dnia 5 marca 1964 roku, pod numerem 15/64 kościół został wpisany do rejestru zabytków nieruchomych województwa opolskiego.

## Historia kościoła
Kościół w Buszycach wzmiankowany był już w 1310 roku. W średniowieczu pozostawał pod patronatem joannitów z Łosiowa. Obecny powstał około XVI wieku w stylu gotycko–renesansowym. Ołtarz główny kościoła powstał około 1700 roku. Wnętrze świątyni ozdabia drewniany chór muzyczny oraz organy pochodzące z początku XVIII wieku..